# Abdul Karim Qasim

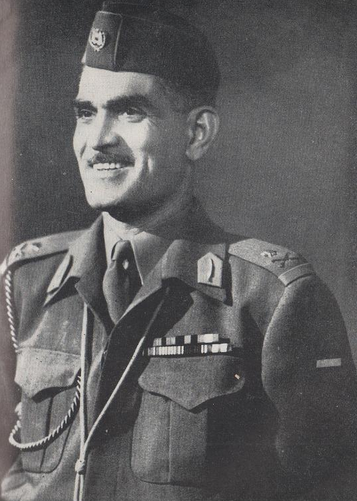

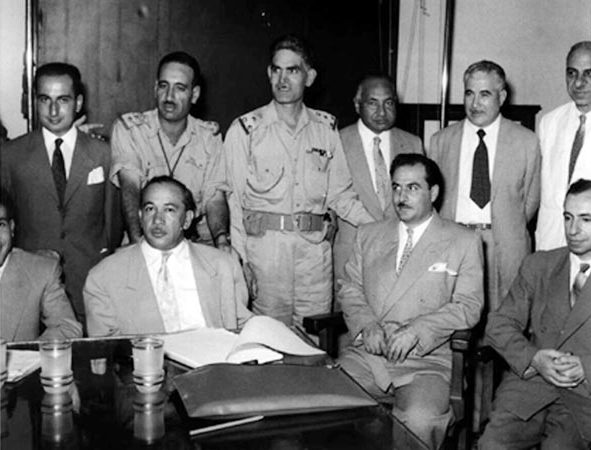
Líderes de la Revolución del 14 de julio de 1958

Abdul Karim Qásim, cuyo nombre completo era Abdulkarim Qasim Muhammed Bakr el-Fadhli ez-Zubaidi (en árabe: عبد الكريم قاسم‎ ‘Abd al-Karīm Qāsim AFI: /ʕabdulkariːm qaːsɪm/; Bagdad 1914-ibíd. 1963) fue un político y militar iraquí que ocupó los cargos de primer ministro de su país, Comandante en Jefe de las Fuerzas Armadas y ministro de Defensa entre 1958 y 1963. Encabezó la Revolución del 14 de julio de 1958 en la que los Oficiales Libres iraquíes, respaldados por el Egipto de Gamal Abdel Nasser, derrocaron a la monarquía hachemí y proclamaron la república. Es considerado por muchos el padre del Irak moderno. 
Su nombre puede ser transliterado de diferentes maneras a partir del árabe: Abdulkarim Kasem, Abdel-Karim Qassim, Abdul Karim Qasem.

## Infancia y juventud
Abdul Karim Qasim nació un sábado 21 de noviembre de 1914 en el distrito de El Rusafa, Bagdad (en aquel entonces controlado por el imperio otomano), en el seno de una familia pobre. Era el cuarto de cinco hermanos. Su padre era Qasim Muhammed Bakr El-Fadhli ez-Zubaidi, agricultor del sur de Bagdad que profesaba la religión musulmana suní y murió al poco tiempo de nacer Qasim. Su madre, Kayfia Hassan Yakub Al-Sakini profesaba la religión musulmana chií, era de origen kurdo y natural de Bagdad.
La familia de Qásim se ganaba la vida vendiendo grano en los pobres barrios de Bagdad. Con el inicio de la Primera Guerra Mundial, el padre fue forzado a enrolarse en el ejército y servir en el frente, donde murió.
En 1920 Abdul Karim y familia se trasladaron a Suwayra y seis años después a Bagdad donde Qasim estudió la secundaria gracias a una beca concedida por el gobierno por sus buenos resultados escolares, obteniendo su graduado en 1931. Qasim tuvo la posibilidad de obtener una beca para seguir cursando sus estudios en Al-Shamiya, pero la rechazó, pues el joven tenía claro que su vocación real era la de ser militar.
En 1932 ingresó en la Academia Militar graduándose en 1934 como segundo teniente.En 1935 formó parte de la sección del ejército enviada para la represión de las revueltas tribales que hubo en el medio Éufrates. También fue enviado en mayo de 1941 durante la Guerra anglo-iraquí, que llevó a la restauración de la monarquía hachemita. Posteriormente ingreso en la universidad, donde se graduó con honores. Más tarde participó como militar en la represión de la insurrección kurda que surgió entre 1945 y 1946, y posteriormente en la guerra arabo-israelí de mayo de 1948 a junio de 1949 durante la cual dirigió un batallón. En 1951 realizó un curso militar en Devizes Wiltshire, dónde se ganó el apodo de “encantador de serpientes” debido a su capacidad de persuasión. Entre 1956 y 1957 fue enviado a Mafraq, ciudad de Jordania, durante la Crisis de Suez. 
Durante su carrera militar Qasim había ganado renombre y liderazgo dentro de sectores del ejército descontentos con el régimen y la monarquía

## Qasim y los Oficiales Libres
El nasserismo afectaba a todos los países de la región. Desde la revolución egipcia de 1952 sectores del ejército llevaban conspirando contra la monarquía hachemí, con Abdul Karim Qasim, general de brigada, y Abdul Salam Arif, coronel y de corte nasserista a la cabeza. Este grupo de militares se autodenominaron “Oficiales Libres” haciendo referencia al ejemplo de Egipto, y determinaban que se debía eliminar el orden establecido por los británicos desde 1920 por la vía revolucionaria y violenta. Estaba conformado por diferentes ideologías, entre las que se encontraban nasseristas, nacionalistas iraquíes, autonomistas, comunistas o socialdemócratas.
Los oficiales libres se oponían a la monarquía hachemí a la que acusaban de connivencia con Gran Bretaña y sus intereses imperialistas. El gobierno británico había devuelto al poder a la monarquía hachemí, la cual facilitaba la consecución de sus intereses en la región y a la que los Oficiales Libres consideraban prooccidental, bajo cuyo mandato se había firmado el polémico Tratado anglo-iraquí en 1930 y el Pacto de Bagdad en 1955, lo que alimentó las acusaciones hacia la monarquía y el primer ministro Nuri al-Said de permitir la continuidad de la influencia británica en el país.
El 31 de enero de 1958 se crea la República Árabe Unida, que Irak intenta contrapesar políticamente creando la Unión Árabe jordano-iraquí el 29 de marzo de ese mismo año. La Unión Árabe, creada para contrarrestar el poder de la República Árabe Unida y el nasserismo, era un proyecto de carácter federal que unía a las dos monarquías hachemís manteniendo la soberanía e independencia de ambos países y que pretendía la unificación de ambos ejércitos y llevar a cabo una política exterior de manera conjunta. Esta situación no es bien aceptada en el ejército, en el que dos facciones de “oficiales libres”, independientes y sin relación entre sí, que llevaban organizándose desde el golpe de Estado egipcio de 1952 se ponen en contacto ante la creación de la Unión Árabe jordano-iraquí y se fusionan con el fin de derrocar la monarquía hachemí.

## La Revolución del 14 de julio.
Debido a las obligaciones contraídas mediante la Unión Árabe creada el 29 de marzo de 1958, Irak ordenó desplegar en la frontera con Jordania tropas para asegurarla ante un eventual ataque de Siria o Egipto. Los Oficiales Libres encontraron la oportunidad perfecta para la sublevación ya que para llegar a la frontera era necesario pasar por Bagdad.
El 14 de julio de 1958 los Oficiales Libres, liderados por Qasim, concentraron a las tropas bajo su mando en el centro y lugares estratégicos de Bagdad con el fin de dar el golpe de Estado.
Grupos de Oficiales Libres se dividieron para acabar con los principales puntos de poder. Un pelotón fue enviado al palacio real con la orden de ejecutar al monarca Faysal II de Irak  y su entorno familiar, ejecutados esa misma noche, mientras otros pelotones acudían a las casas de funcionarios importantes del régimen y del primer ministro Nuri al-Said, el cual escapó esa noche vestido de mujer y sería apresado y asesinado por las masas al día siguiente.
Por otro lado, un pelotón al frente del cual se encontraba Abdul Salam Arif, se encargó de hacerse con la emisora de radio y anunciar al país que se había derrocado al gobierno y que los Oficiales Libres estaban al frente del país, apremiando a los iraquíes a tomar las calles y asaltar el palacio real haciéndoles partícipes del derrocamiento del régimen. Durante las horas posteriores hubo una oleada de sangre en las calles de Bagdad produciéndose el asesinato de cualquier persona acusada de pertenecer o simpatizar con la monarquía o el gobierno ya derrocados.
Cabe decir que esta revolución contó con un gran apoyo tanto popular como militar. No fue sino la culminación de un descontento que llevaba fraguándose prácticamente desde la independencia de Irak y la concreción del primer Tratado anglo-iraquí de 1922, descontento que se había manifestado también en sucesivas ocasiones, durante las revueltas Kurdas de 1935 o el golpe de Estado del general kurdo Bakr Sidqi en 1936.

## Gobierno

### Inicios
Tras el golpe de Estado de los Oficiales Libres se proclamó la República de Irak (1958-1968), regida por una dictadura militar de carácter socialista.
Se creó un Consejo de Soberanía a cuyo frente se encontraban tres militares representativos de los tres sectores de población étnico-confesionales principales del país; el suní Muhammad Najib ar-Ruba'i, el kurdo Khalid al-Naqshabandi y el Chií Muhammad Mahdi Kubba. Aref, quien había liderado la revuelta junto con Qasim, es nombrado vice primer ministro y comandante en jefe adjunto. Qasim, al frente del movimiento y del Gobierno de la nueva república, es nombrado jefe de las Fuerzas Armadas, jefe del Gabinete y ministro de Defensa.
En las semanas siguientes se adoptaron numerosas reformas: reparto de tierras agrícolas, ayudas a las familias pobres, planes urbanísticos, etc;
Inicialmente hubo cierta pluralidad y apertura, materializada en la Constitución provisional promulgada el 27 de julio de ese mismo año en la que se reconocía incluso el carácter binacional del Estado iraquí, la igualdad ante la ley y la libertad independientemente de la etnia, nacionalidad, lengua o religión. También concedió la amnistía a presos kurdos. Sin embargo, Qasim comenzó a virar hacia un mayor autoritarismo.
Nombró a la ministra Naziha al-Dulaimi, que se convirtió así en la primera mujer ministra de la historia de Irak y del mundo árabe. También participó en la redacción de la Ley de Asuntos Civiles de 1959, que se adelantó mucho a su tiempo al liberalizar las leyes de matrimonio y herencia en beneficio de las mujeres iraquíes.

### Disenso
Pronto hubo disenso dentro del gobierno entre los defensores de una integración en el proyecto nasserista y en la República Árabe Unida y los nacionalistas, defensores de asegurar la independencia y autonomía de Irak. Abdul Karim Qasim, apoyado por el Partido Comunista Iraquí, los kurdos y los chiís, pertenecía a este segundo grupo reacio a integrar a Irak en el proyecto de Gamal Abdel Nasser. La otra cabeza de la revolución, Arif, apoyado por el Baaz y los nasseristas, era afín a la idea de integrar a Irak en la república Árabe Unida. El 30 de septiembre de 1958 Qasim mando encarcelar y ejecutar a Arif, su oponente dentro del partido, al cual posteriormente indultó y que paradójicamente es quien en 1963 le derrocaría y ordenaría ejecutar a Qasim.

### Acercamiento a la Unión Soviética
Qasim comenzó a tejer relaciones con el Partido Comunista iraquí. Fue su mayor aliado de gobierno, aunque siempre sometido a un férreo control y en ocasiones a represión, a ojos de la opinión pública era equivalente régimen. A su vez rompió las relaciones con los regímenes occidentales y su política exterior viró hacia la Unión Soviética. También se alejó de Egipto, eliminando así la idea de unirse a la República Árabe Unida y conformar un eje El Cairo-Damasco-Bagdad.
El 3 de septiembre de 1958 aprueba una Ley de Reforma Agraria que regulaba la propiedad y promovía medidas para la mejora de la salud, educación y vivienda de la población. En febrero de 1959 firma un acuerdo con la Unión Soviética para recibir apoyo técnico e industrial y el 27 de marzo de 1959 retira a Irak del Pacto de Bagdad reafirmando su posicionamiento antiocciodental y socialista y cambiando por completo la posición respecto del antiguo Gobierno.

### Intentos Golpes de Estado
Durante su mandato, Qasim tuvo muchos frentes abiertos y enemigos tanto internos como externos. Sufrió intentos de golpe de Estado como el de marzo de 1958 en Mosul, promovido por grupos descontentos con Qasim entre los que se encontraban Baazistas, nasseristas, grupos de oficiales libres afines a Arif y Hermanos Musulmanes que habían sido apartados del poder. Se produjo un segundo intento en marzo de 1959, promovido por el comandante Shawaf. El 7 de octubre de 1959, ante el fracaso de los intentos previos, sufrió un atentado planeado por el partido Baaz y los nasseristas, que tuvo lugar en la calle al-Rashid de Bagdad. Qasim resultó herido por varios disparos de bala y permaneció unos días ingresado en el hospital.
Ante esta oposición interna, Qasim legaliza algunos partidos políticos en 1960, entre ellos el Partido Democrático del Kurdistán, lo que no evitará que en septiembre del siguiente año estalle una revolución en el Kurdistán como reacción a la política de arabización que había emprendido Qasim.

### Iraq National Oil Company
En septiembre de 1960, el gobierno de Qasim reclamó la Iraq National Oil Company, Compañía de Petróleo de Irak (IPC), cuya propiedad era de otras compañías petroleras de propiedad angloamericana, que cediera parte de la propiedad y los beneficios de la compañía al Estado iraquí. La IPC rechazó la proposición, a lo que el gobierno iraquí reaccionó publicando la Ley Pública n.º 80 por la cual nacionalizó la IPC, acto que levantó una gran oposición hacia el régimen en el exterior y por el cual el gobierno de Estados Unidos se vio obligado a presionar a Qasim sin resultados. Ese mismo año se fundó la OPEP, de la que Irak formó parte.

## Revolución del Ramadán
En 1961 el gobierno de Qasim reclamó la anexión de Kuwait, lo que supuso que se ganara la oposición de países árabes ya que Kuwait fue apoyado por la Liga Árabe.
Durante los dos próximos años la posición de Qasim siguió debilitándose y fue perdiendo apoyos tanto desde el interior como desde el exterior.
El 8 de febrero de 1963, décimo cuarto día del Ramadán, las fuerzas baazistas dieron un Golpe de Estado con el fin de derrocar a Qasim. El golpe fue encabezado por su antiguo camarada, el coronel Abdul Salam Arif, quién junto a los baazistas y apoyado por el régimen egipcio, se alzó contra el régimen en busca de instalar un gobierno panarabista y pronasserista, así como suprimir la influencia de los comunistas.
Jalal al-Awqati, jefe de la fuerza aérea, comunista, fue asesinado y posteriormente la estación de radio Abu Ghraib fue ocupada. Durante dos días hubo enfrentamientos entre  las milicias baazistas dirigidas por Arif, y los afines al general Qasim, que se refugió en el Ministerio de Defensa. Hubo una persecución feroz y sin contemplaciones, desencadenando una serie de cruentas matanzas contra militantes comunistas y sospechosos de simpatizar con el marxismo. Alrededor de cinco mil civiles sospechosos de ser comunistas fueron masacrados por los baazistas en dos días. La crueldad de las matanzas fue tal que escandalizó a la comunidad internacional, y la Unión Soviética llegó a solicitar en la ONU una intervención para detener lo que los soviéticos calificaron de «genocidio».
El 9 de febrero, tras dos días de reyertas, Qasim se rindió a cambio de que le dejaran salir con vida del país y permanecer en el exilio, pero se rechazó su propuesta y ese mismo día fue ejecutado por orden del órgano de gobierno formado por los golpistas, el Consejo Nacional del Comando Revolucionario.
La imagen de su cadáver fue emitida en televisión tras ser ejecutado.
Respecto al golpe de Estado contra el régimen de Qasim algunas fuentes mantienen que la Agencia Central de Inteligencia (CIA) de Estados Unidos estuvo detrás. Aunque no se ha probado la intervención directa, sí que se puede afirmar el conocimiento y seguimiento del gobierno estadounidense de las conspiraciones contra el régimen de Qasim.

## Legado
El gobierno de Qásim estatalizó la industria del petróleo y fundó la Iraq National Oil Company.
En el plano socoeconómico llevó a cabo medidas progresistas como la abolición de la poligamia, el feudalismo y el sistema tribal. También llevó a cabo una reforma agraria y elaboró un plan para extender la alfabetización, la sanidad y la vivienda a la mayoría de la población.
En las ciudades se promulgaron leyes para mejorar la situación de la clase obrera para la que se construyó un gran barrio moderno en las afueras de Bagdad que hoy es conocido como Ciudad Sáder.